# Patiria
Patiria is een geslacht van zeesterren uit de familie Asterinidae.

## Soorten
- Patiria chilensis Verrill, 1870
- Patiria miniata Verrill, 1913
- Patiria pectinifera (Muller & Troschel, 1842)